# فريد بوزيدي
فريد بوزيدي هو لاعب كرة قدم جزائري في مركز حراسة المرمى، ولد في 11 أبريل 1990 في بومرداس في الجزائر. لعب مع مولودية الجزائر.

## وصلات خارجية
- فريد بوزيدي على موقع قاعدة بيانات كرة القدم.إي يو (الإنجليزية)
- فريد بوزيدي على موقع Soccerway.com (الإنجليزية)